# Сила (апостол от 70)
Си́ла (греч. Σιλᾶς) — апостол от семидесяти, сподвижник апостола Павла, жил в I веке.

## Биография
Апостол Сила был в первоначальной Иерусалимской Церкви мужем уважаемым, «начальствующим между братиями» (Деян. 15:22), римским гражданином (Деян. 16:37). После состоявшегося в Иерусалиме в 51 году Собора апостолов вместе с Павлом и Варнавой был послан в Антиохию, для разъяснения соборного послания. После святой Сила остался в Антиохии и ревностно помогал апостолу Павлу в его миссионерских путешествиях с Евангельской проповедью. Апостолы посетили Сирию, Киликию и Македонию (в частности, Филиппы, где они подверглись пыткам за проповедь).
В Коринфе святой апостол Сила был рукоположён во епископа. Там он, совершив многие знамения и чудеса, кончил свою жизнь.
Сила содействовал апостолам в написании 1-го и 2-го посланий к фессалоникийцам.

## Дни памяти
- В православной церкви: 12 августа (30 июля по старому стилю) и 17 января (4 января по старому стилю) в день Собора Апостолов от семидесяти.
- В католической церкви: 13 июля.